# Барановка (Алтайский край)
Барановка — село в Змеиногорском районе Алтайского края России. Административный центр Барановского сельсовета.

## География
Село находится в южной части Алтайского края, у южного подножия Колыванского хребта, на берегах реки Гольцовка (приток реки Алей), на расстоянии примерно 7 километров (по прямой) к югу от города Змеиногорск, административного центра района. Абсолютная высота — 355 метров над уровнем моря.

Климат умеренный, континентальный. Средняя температура января составляет −15,1 °C, июля — +19,2 °C. Годовое количество атмосферных осадков — 650 мм.

## История
Барановка была основана в 1887 году, и первоначально называлась заимка Баранникова. В 1899 году в заимке, относившейся к Змеиногорской волости Змеиногорского уезда, имелось 198 дворов (185 крестьянских и 13 некрестьянских) и проживало 1421 человек (736 мужчин и 685 женщин). Функционировали пасека, две кузницы и обдирка для пшена.
По состоянию на 1911 год Баранникова включала в себя 207 дворов. Население на тот период составляло 1410 человек. Действовали молитвенный дом, маслодельный завод, мельница и торговая лавка.

В 1926 году в селе Барановка имелось 402 хозяйства и проживало 2393 человека (1182 мужчины и 1211 женщин). Функционировали школа I ступени и лавка общества потребителей. В административном отношении Барановка являлась центром сельсовета Змеиногорского района Рубцовского округа Сибирского края. В советский период передовой колхоз им. Шумакова

## Население
| 1926  | 1997  | 1998  | 1999  | 2000  | 2001  | 2002  |
| ----- | ----- | ----- | ----- | ----- | ----- | ----- |
| 2393  | ↘2290 | ↗2415 | ↗2426 | ↘2359 | ↘2193 | ↗2235 |
| 2003  | 2004  | 2005  | 2006  | 2007  | 2008  | 2009  |
| ↘2170 | ↘2154 | ↘2062 | ↘2019 | ↘1893 | ↘1890 | ↗1906 |
| 2010  | 2011  | 2012  | 2013  |       |       |       |
| ↗1961 | ↘1950 | ↘1930 | ↘1917 |       |       |       |

На 2018 год в селе проживает 1766 человек
Согласно результатам переписи 2002 года, в национальной структуре населения русские составляли 97 %.

## Инфраструктура
В селе функционируют средняя общеобразовательная школа, детский сад, врачебная амбулатория (филиал КГБУЗ «Центральная районная больница г. Змеиногорска»), дом культуры, библиотека и отделение Почты России.

## Улицы
Уличная сеть села состоит из десяти улиц.